# Середа, Мария Степановна
Середа Мария Степановна (20 октября 1939, с. Колодробка, Тернопольская область) — украинская советская колхозница, председатель колхоза, кавалер двух орденов Ленина (1966, 1971), Герой Социалистического Труда (1971).

## Биография
Родилась 20 октября 1939 года в селе Колодробка на Тернопольщине.
Образование получила в Каменец-Подольском сельскохозяйственном институте.
Работала звеньевой, с 1970 года — бригадиром, а в 1971 стала председателем правления колхоза в родном селе.
В 1971 году получила звание Героя Социалистического Труда.
Позднее стала директором консервного завода в Колодробке.

## Награды
- Герой Социалистического Труда (1971)
- Орден Ленина (1966, 1971)
- Награждена другими медалями СССР